# クロアチア防衛評議会

ヘルツェグ＝ボスナ・クロアチア人共和国の旗

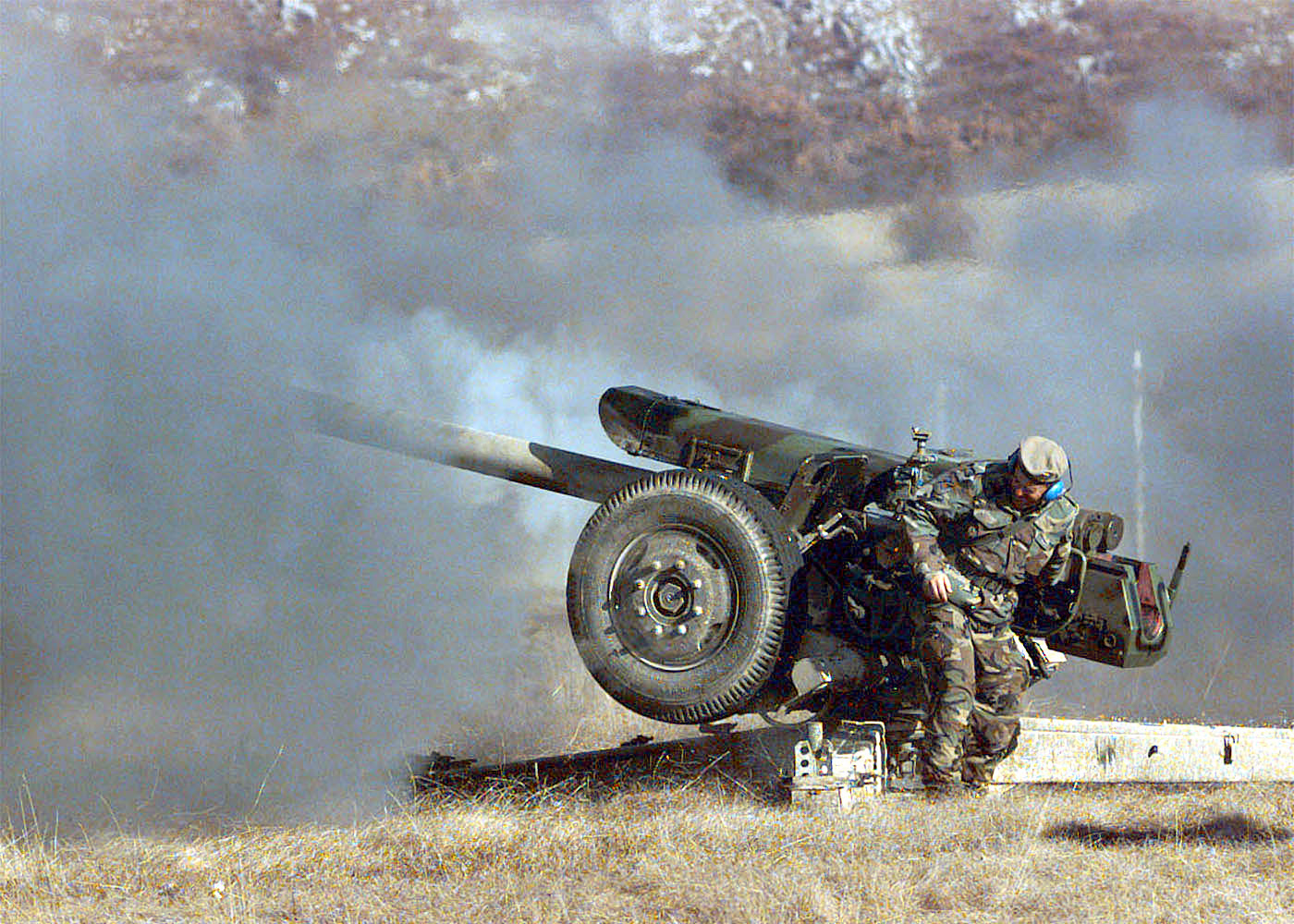
軍事演習中のHVO兵士

クロアチア防衛評議会（クロアチア語:Hrvatsko vijeće obrane; HVO）は、ボスニア・ヘルツェゴビナ紛争中に設立された軍事組織である。マテ・ボバンによって、ボスニア・ヘルツェゴビナ国内にて建国が宣言されたヘルツェグ＝ボスナ・クロアチア人共和国の軍事組織として1992年に設立された。クロアチア権利党を母体とする軍事組織クロアチア防衛軍をはじめとする、他のクロアチア人の武装組織は徐々に解体され、クロアチア防衛評議会へと合流していった。紛争終結後の2005年、ボスニア・ヘルツェゴビナ軍に統合された。
なお、本項では、ボスニア・ヘルツェゴビナにおいて「ムスリム人」が「ボシュニャク人」と言い換えられる前の歴史的な記述についても、断り無く「ボシュニャク人」の呼称を使用する。

## 歴史
クロアチア大統領のフラニョ・トゥジマンと、セルビア大統領のスロボダン・ミロシェヴィッチとの間で秘密裏に行われていた、クロアチア人とセルビア人によるボスニア・ヘルツェゴビナ分割交渉は、1991年3月には始まっており、カラジョルジェヴォ会談（Karađorđevo meeting）と呼ばれる。ボスニア・ヘルツェゴビナ中央政府が独立を宣言すると、セルビア人勢力は独立に反対してボスニア・ヘルツェゴビナ国内で武装攻撃を始めた。これによって、ボスニア・ヘルツェゴビナ政府は、その領土全域を統制できない状態となった。セルビア人勢力は、セルビア人が多数居住する全ての地域をボスニア・ヘルツェゴビナから切り離すことを望んでいた。フラニョ・トゥジマンもまた、クロアチア人が居住する地域をボスニア・ヘルツェゴビナから切り離して確保することを目指していた。フラニョ・トゥジマン統治下のクロアチア本国のボスニア・ヘルツェゴビナ紛争への関与は、常にクロアチアの領土をボスニア・ヘルツェゴビナのクロアチア人地域へと拡大するという究極の目標に向かうものであった。ボスニアのボシュニャク人（ムスリム人）は、ボスニア・ヘルツェゴビナ政府にもっとも忠実な民族であり、ボスニア・ヘルツェゴビナの解体を狙うクロアチア人勢力やセルビア人勢力の標的とされた。当時、ボスニア・ヘルツェゴビナは独立してまもなく、同国の正式軍（ボスニア・ヘルツェゴビナ共和国軍; ARBiH）は軍備も兵員の訓練も不十分であり、戦闘に臨む体制にはなっていなかった。
1991年11月18日、クロアチア人の民族主義政党・ボスニア・ヘルツェゴビナ・クロアチア民主同盟の、マテ・ボバンやダリオ・コルディッチが率いる強硬派は、「ヘルツェグ＝ボスナ・クロアチア人共同体」の設立を宣言した。この共同体は、ボスニア・ヘルツェゴビナ領内にあって、「政治的・文化的・経済的・領域的すべてにおいて」同国から独立した存在であるとされた。クロアチア防衛評議会（HVO）は、1992年4月8日、グルデにて、ヘルツェグ＝ボスナ・クロアチア人共和国の軍事組織として結成された。ボスニア・ヘルツェゴビナ分割交渉をきっかけに、クロアチア人勢力とボシュニャク人勢力との間で武力衝突が勃発した（クロアチア・ボスニア戦争）。
紛争が始まった1992年から、ボスニア側との停戦が合意される1994年までの間、クロアチア防衛評議会は、ヘルツェグ＝ボスナ地域のクロアチア本国への編入を目指し、地域を「民族的に純粋にする」ために、ボシュニャク人の市民に対する一連のラシュヴァ渓谷の民族浄化などの蛮行に携わり、またボシュニャク人やセルビア人の市民・兵士を強制収容所で虐待するなどした。

### ワシントン合意
1994年、アメリカ合衆国が仲介して締結されたワシントン合意に基づいて、ボスニア・ヘルツェゴビナ共和国軍とクロアチア防衛評議会の間では戦闘が停止された。ヘルツェグ＝ボスナ・クロアチア人共和国はボスニア側と統合され、ボスニア・ヘルツェゴビナ連邦となった。合意はボスニア大統領のアリヤ・イゼトベゴヴィッチとクロアチア大統領のフラニョ・トゥジマンによるスプリト合意によって再確認された。合意では、セルビア人勢力と戦うために、クロアチア本国からクロアチア共和国軍がボスニア・ヘルツェゴビナ領内に入ることを認めた。クロアチア防衛評議会とボスニア政府側との戦闘停止と、十分に訓練・装備されたクロアチア軍の投入によって、ボスニア紛争の戦局は大きく転換した。これは後の嵐作戦の成功につながり、嵐作戦によってクロアチア領内で一方的に建国されたクライナ・セルビア人共和国は制圧され、20万人のセルビア人住民はクロアチアを追放された。クライナ・セルビア人共和国の制圧によって、セルビア人に包囲されていたビハチの包囲を解き、ビハチで包囲されたまま3年間にわたって戦い続けていたボスニア・ヘルツェゴビナ共和国軍第5軍団と合流した。ボスニア・ヘルツェゴビナ共和国軍、クロアチア共和国軍、そしてクロアチア防衛評議会の合同作戦によってさらにセルビア人勢力への攻勢が続けられた。また、NATOによるセルビア人勢力に対する空爆も、対セルビア人の軍事行動を助けた。

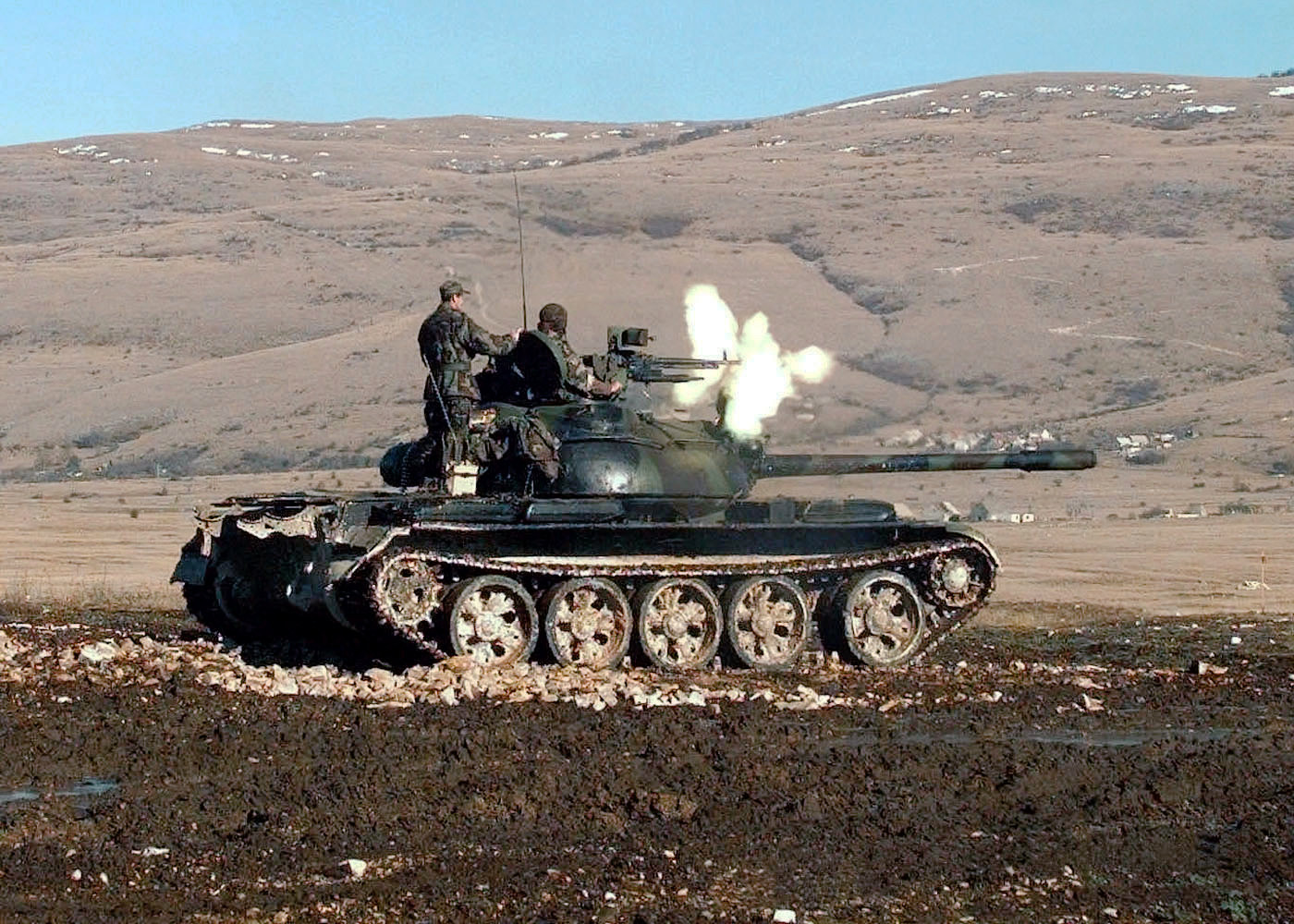
クロアチア防衛評議会のT-55。グラモツ（Glamoč）のSFORの射撃訓練場にて。

### デイトン合意
1995年11月21日、アメリカ合衆国オハイオ州のデイトンにて、クロアチア人、セルビア人、ボスニア政府の三者による、ボスニア・ヘルツェゴビナ紛争の最終的な和平合意であるデイトン合意が結ばれた。これによって、ボスニア・ヘルツェゴビナは、クロアチア人とボシュニャク人と主体とするボスニア・ヘルツェゴビナ連邦と、セルビア人を主体とするスルプスカ共和国の2つの構成体によって形作られることが決まった。ボスニア・ヘルツェゴビナ共和国軍とクロアチア防衛評議会は、ボスニア・ヘルツェゴビナ連邦の軍事を担うボスニア・ヘルツェゴビナ連邦軍の2つの構成要素となった。
2005年、ボスニア・ヘルツェゴビナ連邦軍とスルプスカ共和国軍は統合され、ボスニア・ヘルツェゴビナ軍となった。これに伴って、クロアチア防衛評議会は解体された。

## 組織
クロアチア防衛評議会は4つの作戦区域に分かれていた。それぞれ、南東ヘルツェゴビナ、北西ヘルツェゴビナ、中央ボスニア、ポサヴィナ地方であった。前3者は互いに近接していたものの、ポサヴィナ地方は完全に離れたところにあり、オラシエを中心とするサヴァ川沿いにあり、クロアチア本国からの支援に完全に依存していた。

## 戦争犯罪
クロアチア防衛評議会の政治的・軍事的指導者の多くが戦争犯罪の嫌疑によって訴追を受けている。ヤドランコ・プルリッチ（Jadranko Prlić）やブルノ・ストイッチ（Bruno Stojić）、ミリヴォイ・ペトコヴィッチ（Milivoj Petković）、ヴァレンティン・チョリッチ（Valentin Ćorić）、ベリスラヴ・プシッチ（Berislav Pušić）が、旧ユーゴスラビア国際戦犯法廷（ICTY）にて裁判を受けている。これらは、人道に対する罪、ジュネーヴ諸条約への重大な違反や、戦時国際法への違反といった「戦争犯罪」によって訴追を受けている。
すでに判決が出ている者は、次の通りである。ティホミル・ブラシュキッチ（Tihomir Blaškić、有罪）、ムラデン・ナレティリッチ（Mladen Naletilić、有罪）、ヴィンコ・マルティノヴィッチ（Vinko Martinović、有罪）、ヴラトコ・クプレシッチ（Vlatko Kuprešić、無罪）、ゾラン・コプレシッチ（Zoran Kuprešić、無罪）、ミリャン・クプレシッチ（Mirjan Kuprešić、無罪）、ドラゴ・ヨシポヴィッチ（Drago Josipović、有罪）、ドラガン・パピッチ（Dragan Papić、有罪）、ヴィラディミル・サンティッチ（Vladimir Santić、有罪）、ズラトコ・アレスコヴスキ（Zlatko Aleskovski、懲役7年、早期釈放が認められる）、ミロスラヴ・ヴラロ・ツィツコ（Miroslav Bralo Cicko、有罪）、アント・フルンジヤ（Anto Furundžija、懲役10年、早期釈放が認められる）、ダリオ・コルディッチ（Dario Kordić、有罪）、マリコ・チェルケズ（Mario Čerkez、有罪）、ゾラン・マリニッチ（Zoran Marinić、起訴取り下げ）、スロボダン・プラリャク（Slobodan Praljak、懲役20年、判決直後に法廷内で服毒自殺）。これらは全てICTYにて結審している。